# Cololejeunea grossepapillosa
Cololejeunea grossepapillosa là một loài Rêu trong họ Lejeuneaceae. Loài này được (Horik.) Pócs mô tả khoa học đầu tiên.